# HD 48265
HD 48265は、とも座の方角にあるG型主系列星もしくは準巨星である。地球から約296光年離れており、視等級は8である。
| 太陽 | HD 48265  |
| ---- | --------- |
| 太陽 | Exoplanet |

## 惑星系
2008年10月、太陽系外惑星HD 48265 bが周囲を公転しているのが発見された。この惑星は、マゼラン惑星捜索計画によって、視線速度法で太陽に似た恒星およそ400個をしらみ潰しに監視する中で発見された。
| 名称 （恒星に近い順） | 質量             | 軌道長半径 （天文単位） | 公転周期 (日) | 軌道離心率  | 軌道傾斜角 | 半径 |
| --------------------- | ---------------- | ----------------------- | ------------- | ----------- | ---------- | ---- |
| b (Naqaỹa)            | > 1.47 ± 0.12 MJ | 1.81 ± 0.07             | 780.3 ± 4.6   | 0.08 ± 0.05 | —          | —    |

## 名称
2019年、世界中の全ての国または地域に1つの系外惑星系を命名する機会を提供する「IAU100 Name ExoWorldsプロジェクト」において、HD 48265 はアルゼンチン共和国に割り当てられる系外惑星系となった。このプロジェクトは、「国際天文学連合100周年事業」の一環として計画されたイベントの1つで、アルゼンチン国内での選考、国際天文学連合 (IAU) への提案を経て太陽系外惑星とその主星に固有名が承認されるものであった。2019年12月17日、IAUから最終結果が公表され、HD 48265はNosaxa、HD 48265 bはNaqaỹaと命名された。Nosaxaは、アルゼンチン北部に住んでいたMocoví族の言葉で「春」を意味する言葉にちなんで名付けられた。Naqaỹaは、Mocoví族の言葉で兄弟家族関係を意味し、すべての人間、先住民族または非先住民族を兄弟と呼ぶように導くものとされる。いずれも、アルゼンチン北部の先住民Mocoví族の教師兼指導者が提供する、空、ライフサイクル、家族としての人間コミュニティの関係に関連する用語がテーマとされている。